# L’Auberson
L’Auberson ist ein Dorf in der Gemeinde Sainte-Croix im Kanton Waadt, Schweiz.

## Geographie
Das langgezogene Strassendorf liegt auf einem kleinen Hügelsporn inmitten einer Jura-Hochebene. Mit einer Höhenlage von 1101 m ü. M. zählt es zu den höchstgelegenen Ortschaften des Jura-Gebirges, knapp übertroffen nur von einigen französischen Dörfern in der Region von Les Rousses und Saint-Claude. Zusammen mit La Chaux-de-Sainte-Croix liegt das Dorf im hydrologischen Einzugsgebiet des Flusses Areuse, der durch das Val de Travers im Kanton Neuenburg fliesst. Politisch gehören die beiden Ortschaften allerdings zur Waadtländer Gemeinde Sainte-Croix. Über den Col des Etroits (1152 m ü. M.) ist das Dorf im Osten mit Sainte-Croix verbunden, wobei kurz vor der Passhöhe eine Strasse nordostwärts nach Buttes abzweigt. Der Col de l’Aiguillon führt südwärts nach Baulmes. Im Westen grenzt das Dorf an Frankreich und ist über eine 1848 eröffnete Strasse mit Les Fourgs und Pontarlier verbunden.

## Geschichte
Bis ins 16. Jahrhundert gehörte die Ortschaft zur Herrschaft Sainte-Croix, danach ab 1536 zur Berner Landvogtei Yverdon und seit 1803 zum Kanton Waadt. L’Auberson ist seit 1536 reformiert und war nach Sainte-Croix kirchgenössig, bevor es 1860 seine eigene Kirche erhielt. Im 19. Jahrhundert wuchs der zunächst aus nur aus zwei Höfen bestehende Ort zu einem Strassendorf. Die Einwohnerzahl lag 1860 bei 500, sank bis 1983 auf 385 und liegt heute wieder bei ungefähr 500.
Die Gemeinde ist landwirtschaftlich geprägt. Vom 16. bis zum 19. Jahrhundert wurde ausserdem Eisenerzabbau betrieben. Wie in vielen Juradörfern setzte im 18. Jahrhundert die Industrialisierung ein, die sich hier vor allem in Heimindustrie und Manufakturen ausprägte. Zunächst wurden vor allem Uhren hergestellt, später Musikdosen, wobei die Industrie in den 1970er Jahren einen Niedergang erfuhr.

## Sehenswürdigkeiten
- Reformierte Kirche, erbaut 1869. Das Bauwerk ist eine spätklassizistische Saalkirche mit halbrundem Abschluss und Frontturm mit Haube.
- Schulhaus, erbaut 1886 durch Francis Isoz
- Musée Baud, Spezialsammlung historischer Musikautomaten

## Galerie

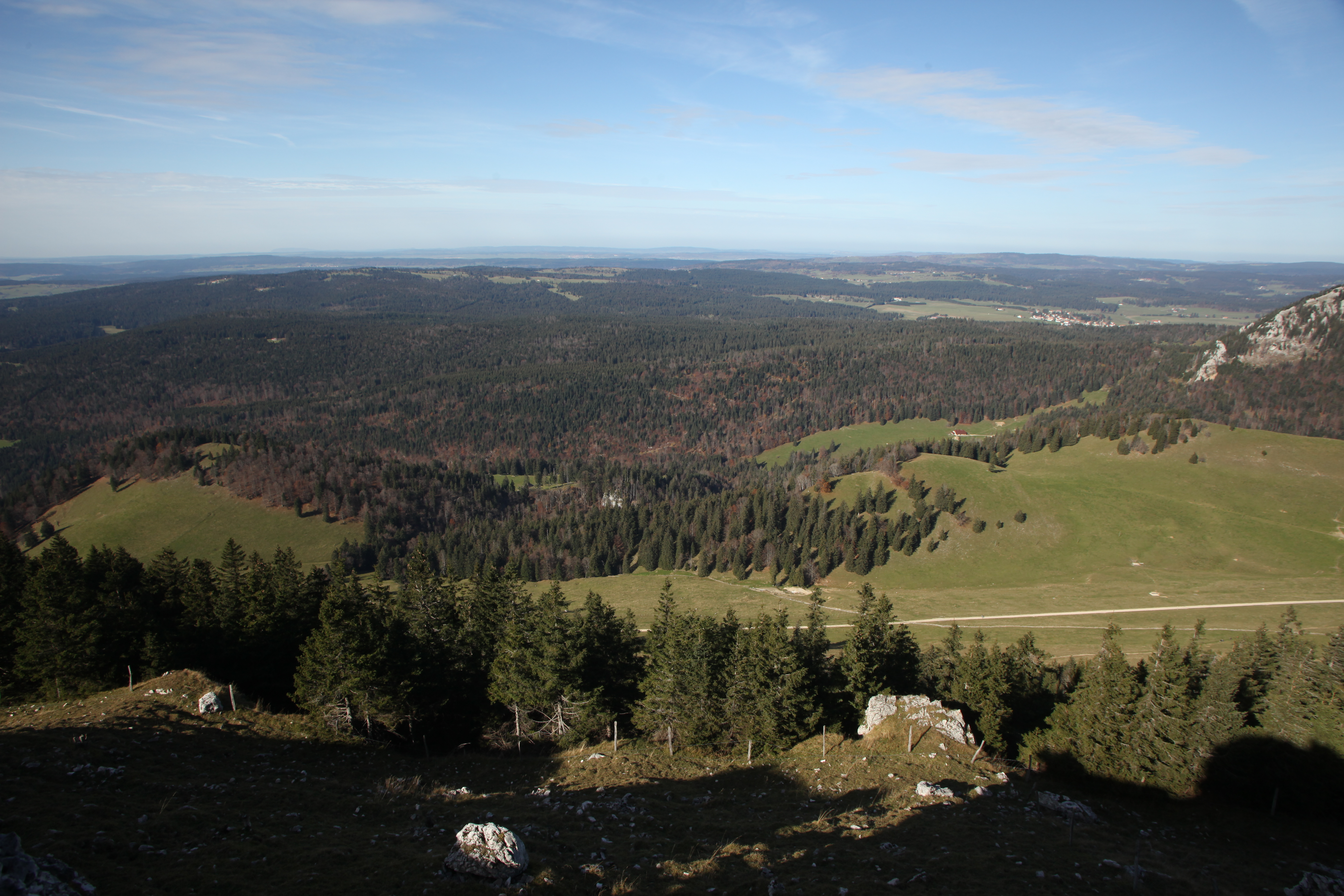
Blick vom 1588 m ü. M. hohen Suchet auf die Fichtenwälder der Hochebene von L’Auberson
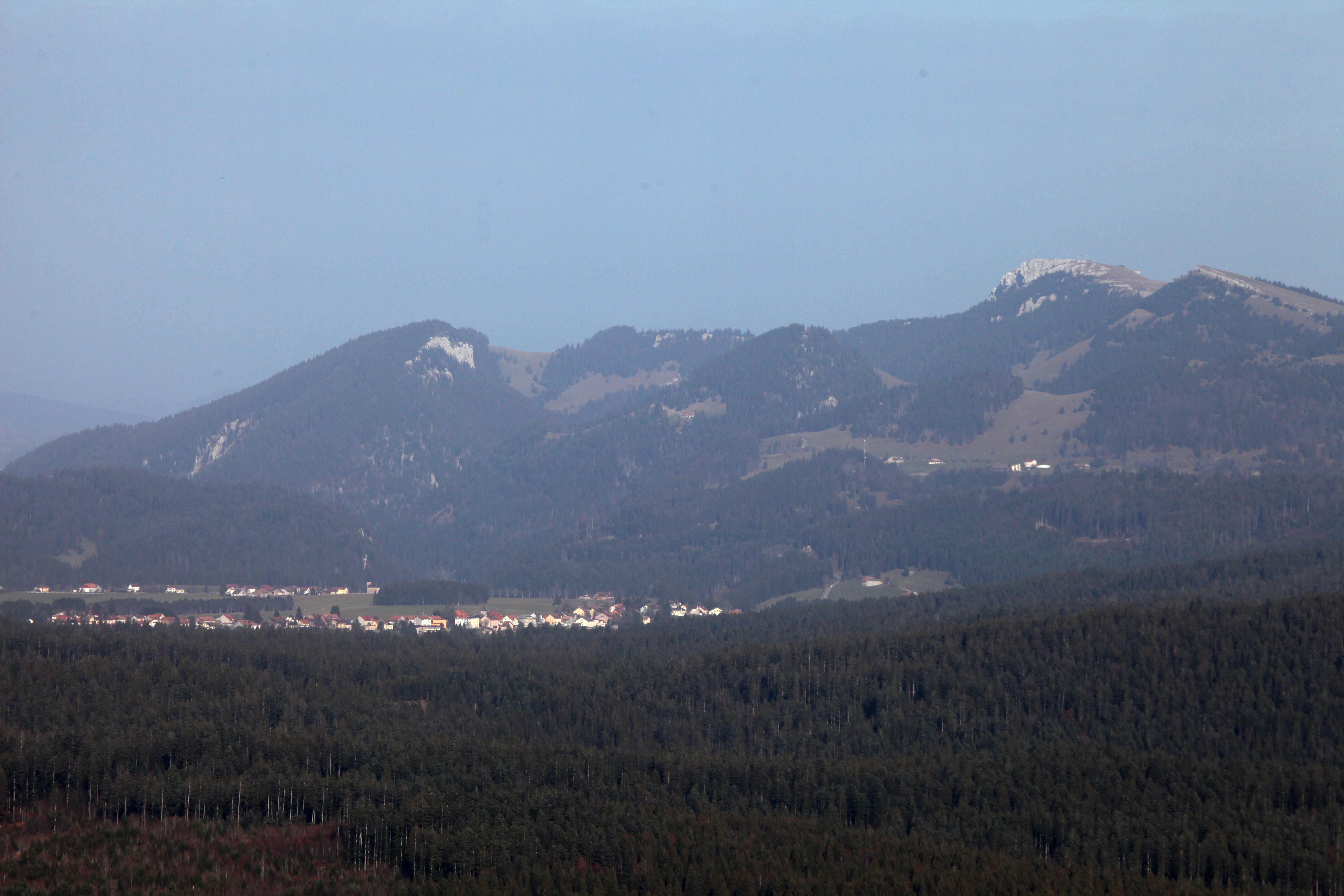
L’Auberson mit Blick auf den 1608 m ü. M. hohen Chasseron
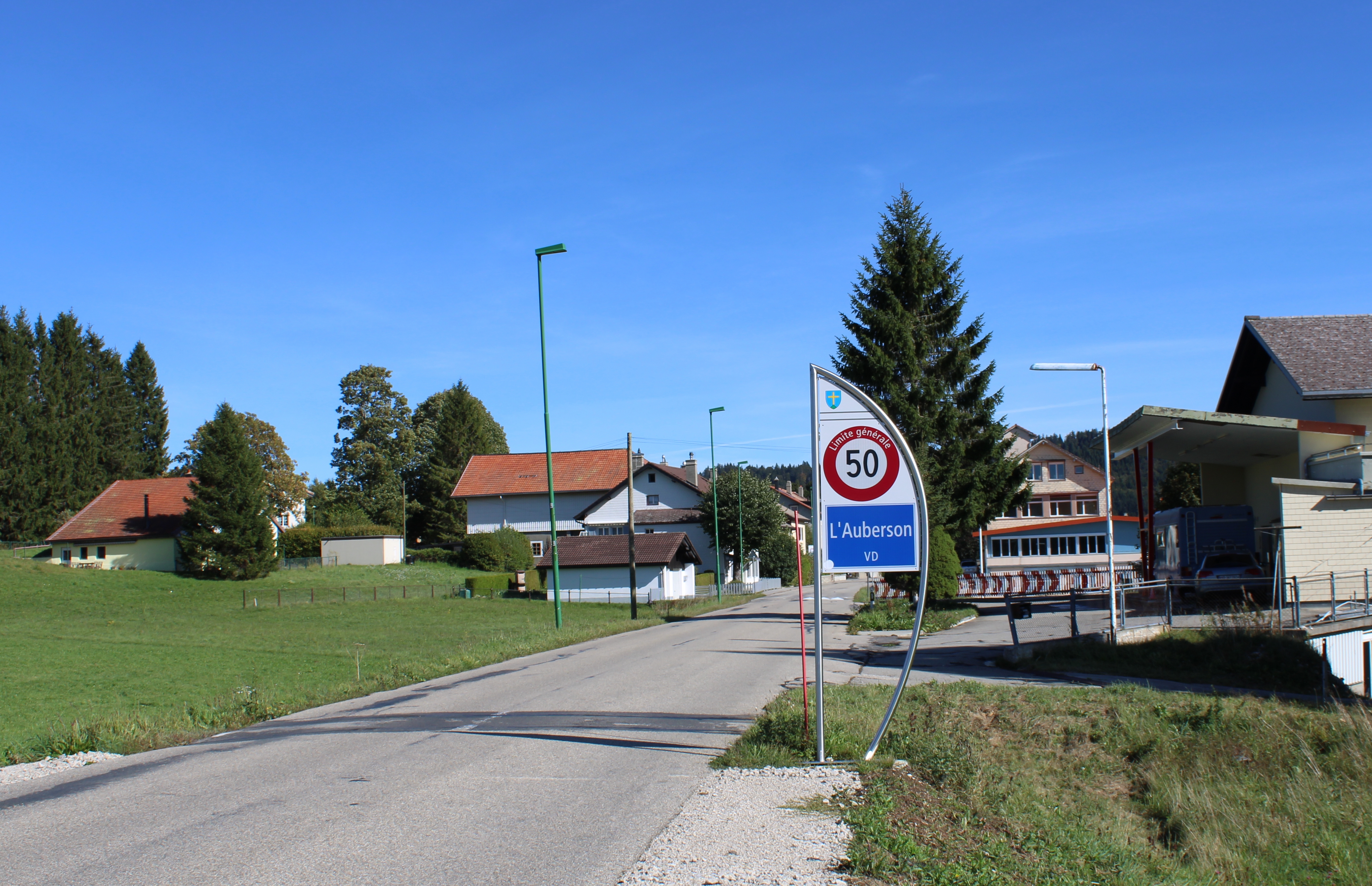
Ortseinfahrt von L’Auberson mit Tafel
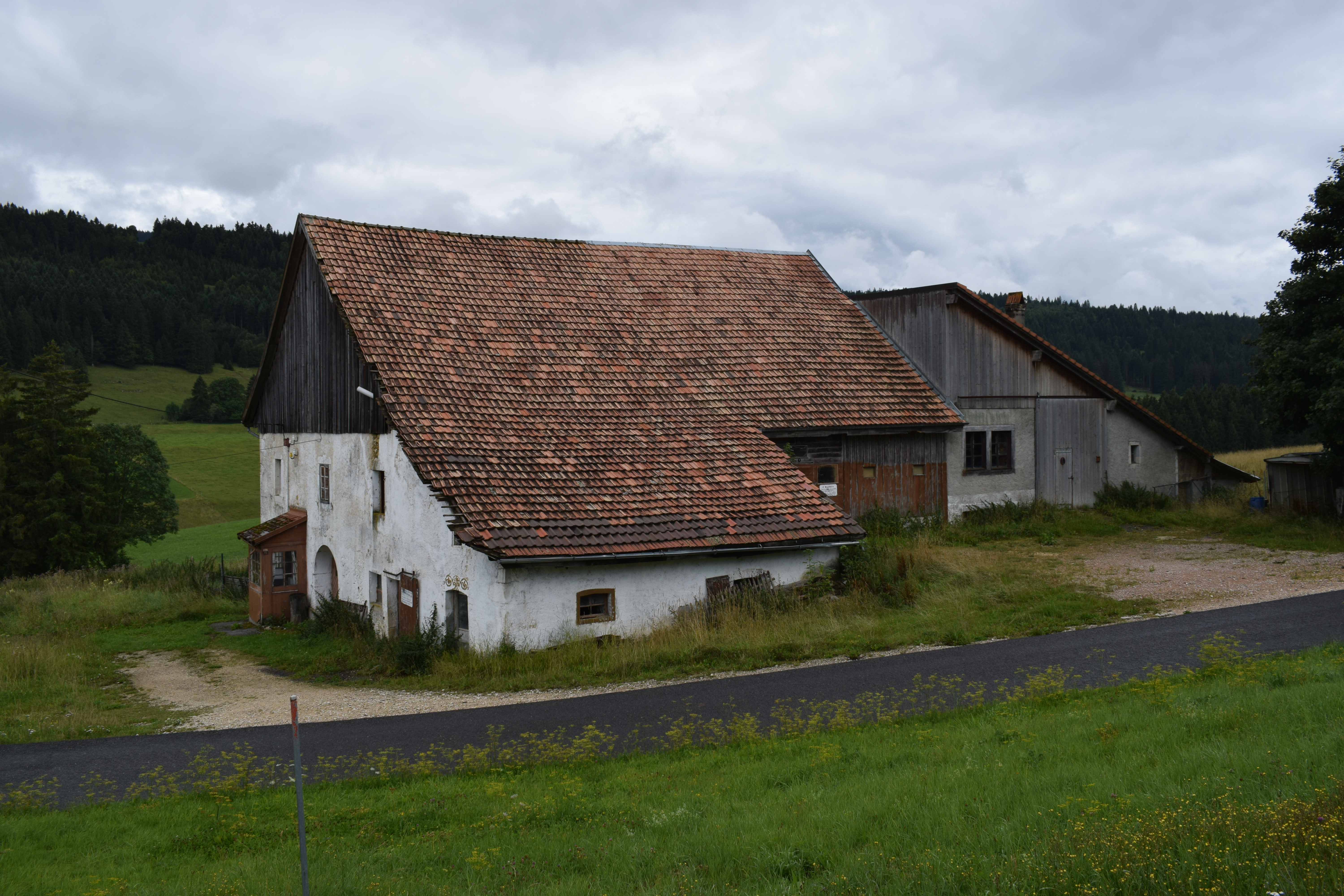
Jura-Bauernhaus von 1715 am Ortseingang
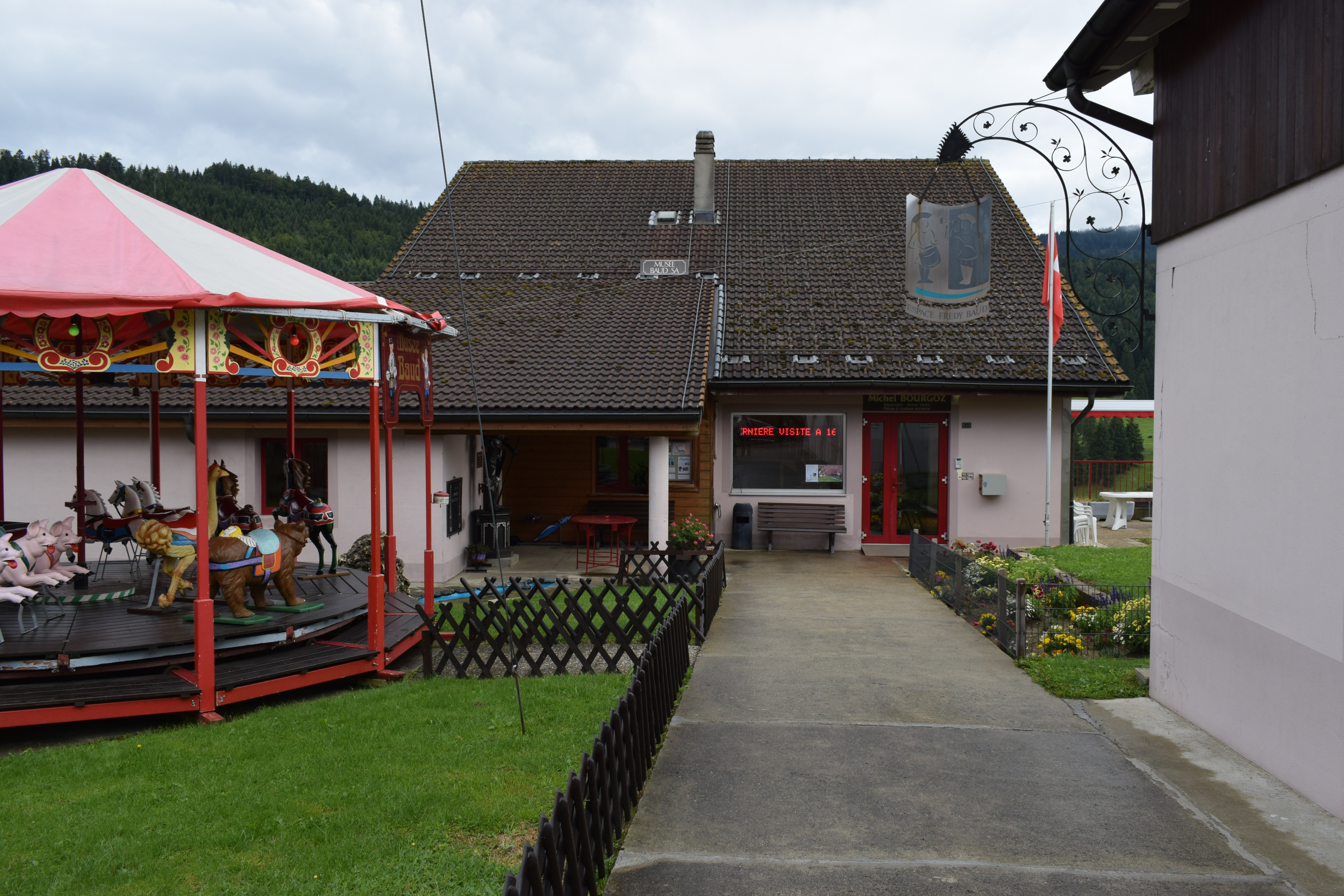
Musée Baud
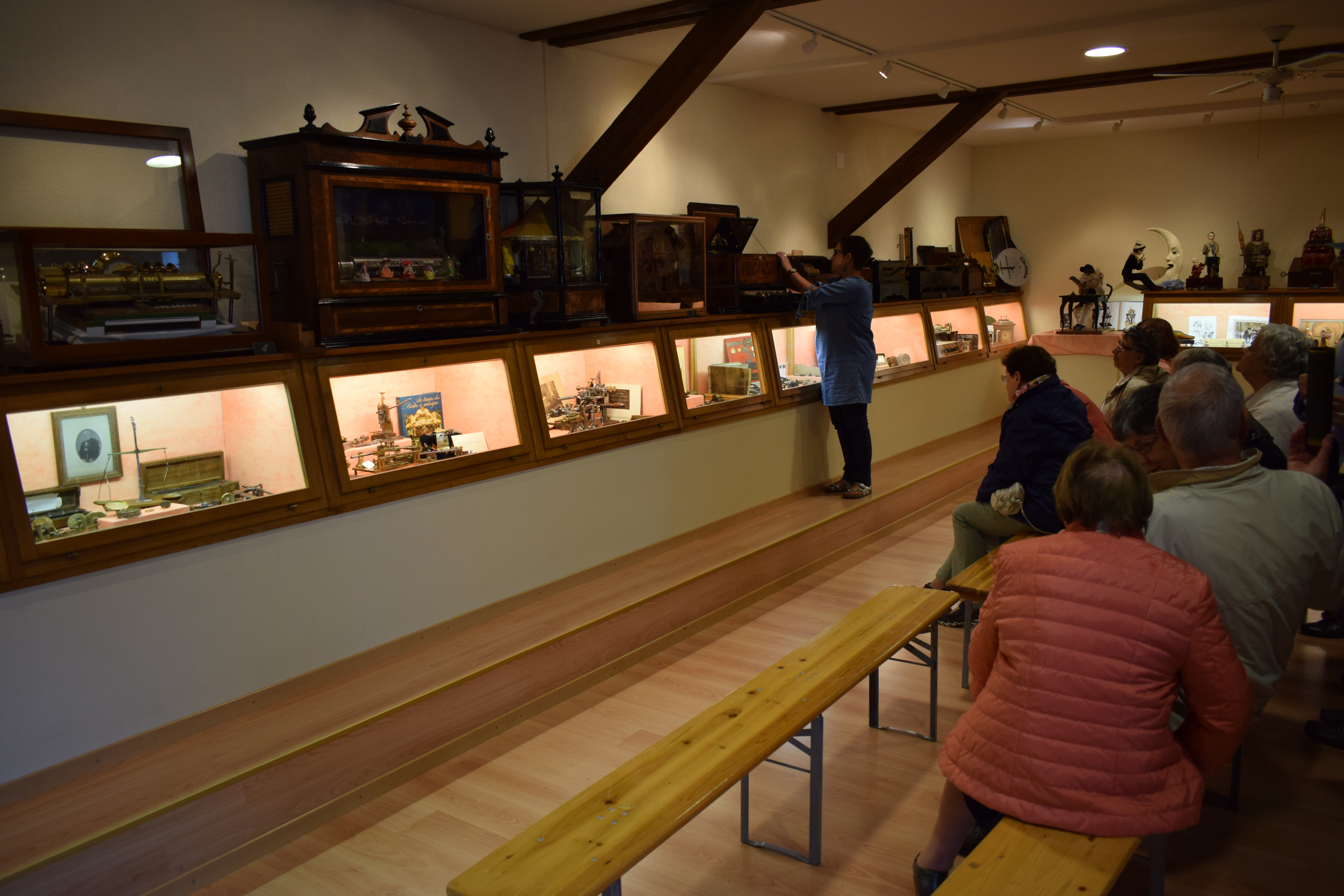
Musikautomaten im Musée Baud

## Persönlichkeiten
- Michel Bühler (1945–2022), Chansonnier und Schriftsteller